# Terry (nome)
Terry  è un nome proprio di persona inglese maschile e femminile.

## Varianti
- Femminili: Terrie[3], Terri[4], Teri[5]
- Maschili
  - Ipocoristici: Tel[1]

## Origine e diffusione
Esistono due nomi omografi scritti "Terry", entrambi sia maschili che femminili.
Nel primo caso, è una ripresa del cognome inglese Terry, un derivato di Thierry, la forma normanna del nome Teodorico. Nel secondo caso, può costituire un'abbreviazione sia del nome Terence che del nome Theresa. Le varianti sopra elencate possono essere relative sia all'uno che all'altro nome.

## Onomastico
Non esistono santi o sante con questo nome, che quindi è adespota; l'onomastico può essere festeggiato il 1º novembre, giorno di Ognissanti, ma vista la sua diversificata origine, si può anche celebrare lo stesso giorno di Teresa, Terenzio e Teodorico.

## Persone

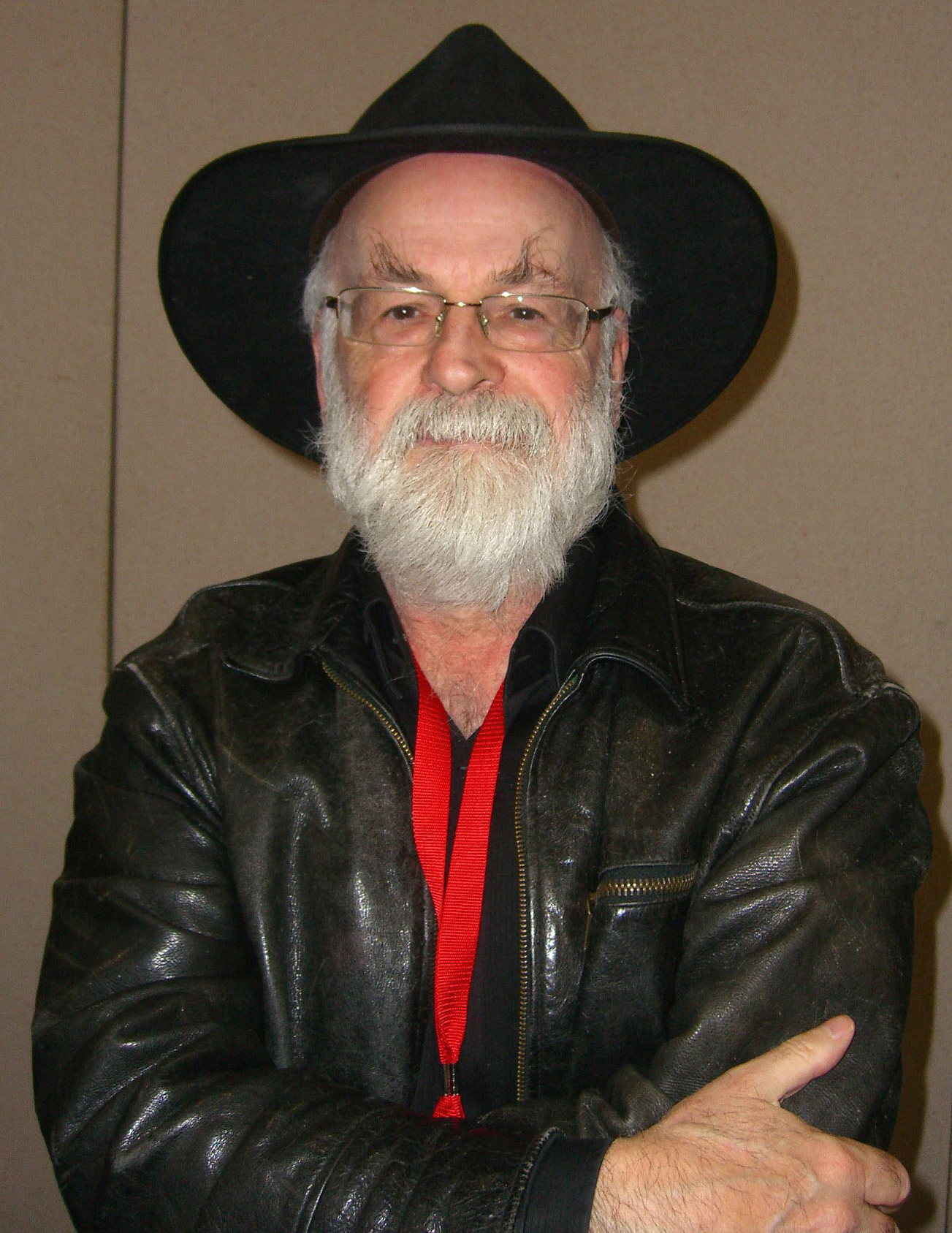
Terry Pratchett

### Maschile
- Terry Balsamo, chitarrista statunitense
- Terry Brooks, scrittore statunitense
- Terry Crews, giocatore di football americano e attore statunitense
- Terry Gilliam, regista, sceneggiatore e attore britannico
- Terry Goodkind, scrittore statunitense
- Terry Jones, attore, regista, sceneggiatore, scrittore e presentatore televisivo britannico
- Terry Moore, fumettista statunitense
- Terry O'Quinn, attore statunitense
- Terry Pratchett, scrittore e glottoteta britannico
- Terry Riley, compositore statunitense

### Femminile

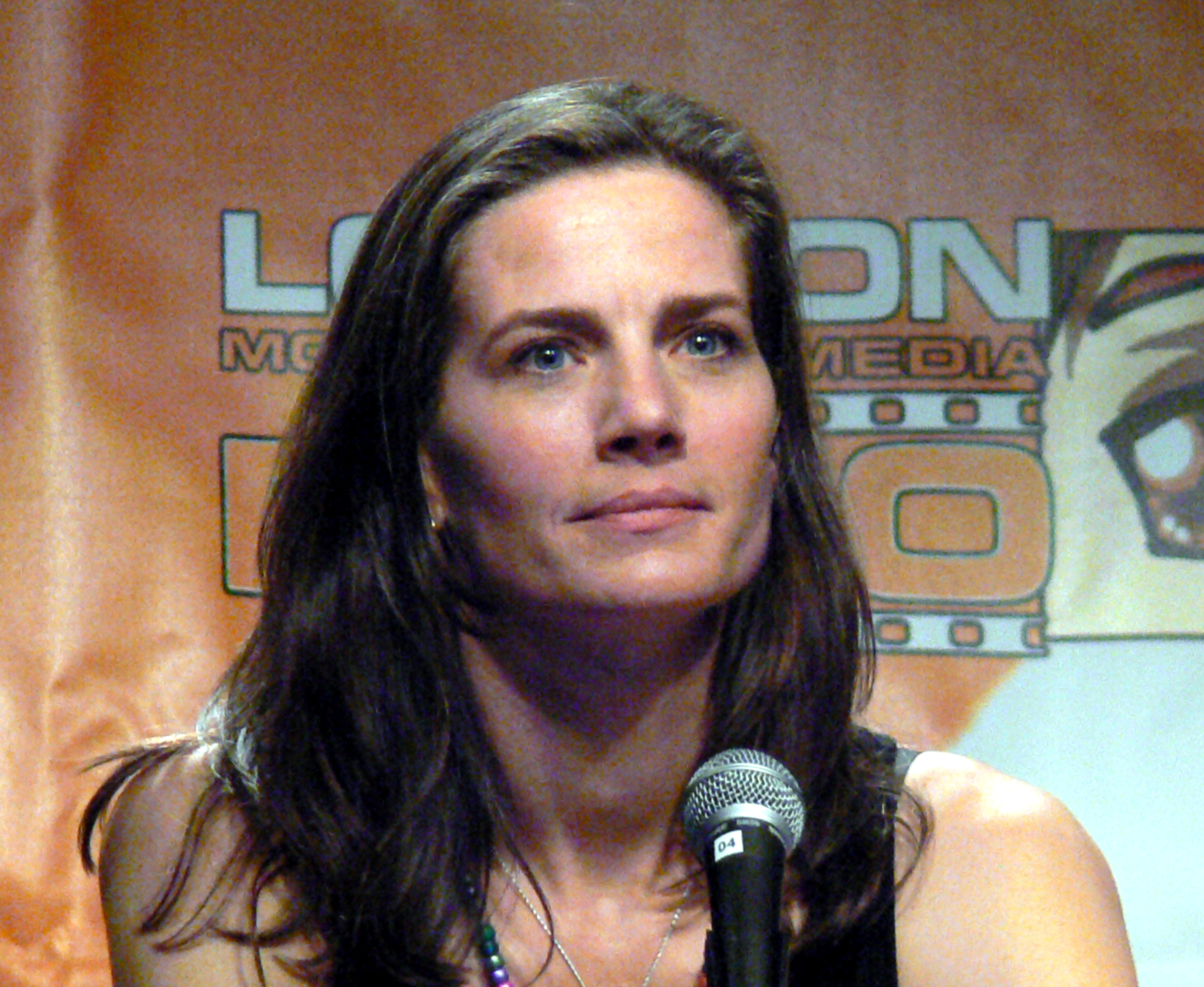
Terry Farrell

- Terry Farrell, attrice e modella statunitense
- Terry Huntingdon, modella statunitense
- Terry King, giocatrice di poker statunitense
- Terry Anne Meeuwsen, modella e conduttrice televisiva statunitense
- Terry Moore, attrice e scrittrice statunitense
- Terry Schiavo, attrice, cantante e personaggio televisivo italiana

### Variante femminile Terrie

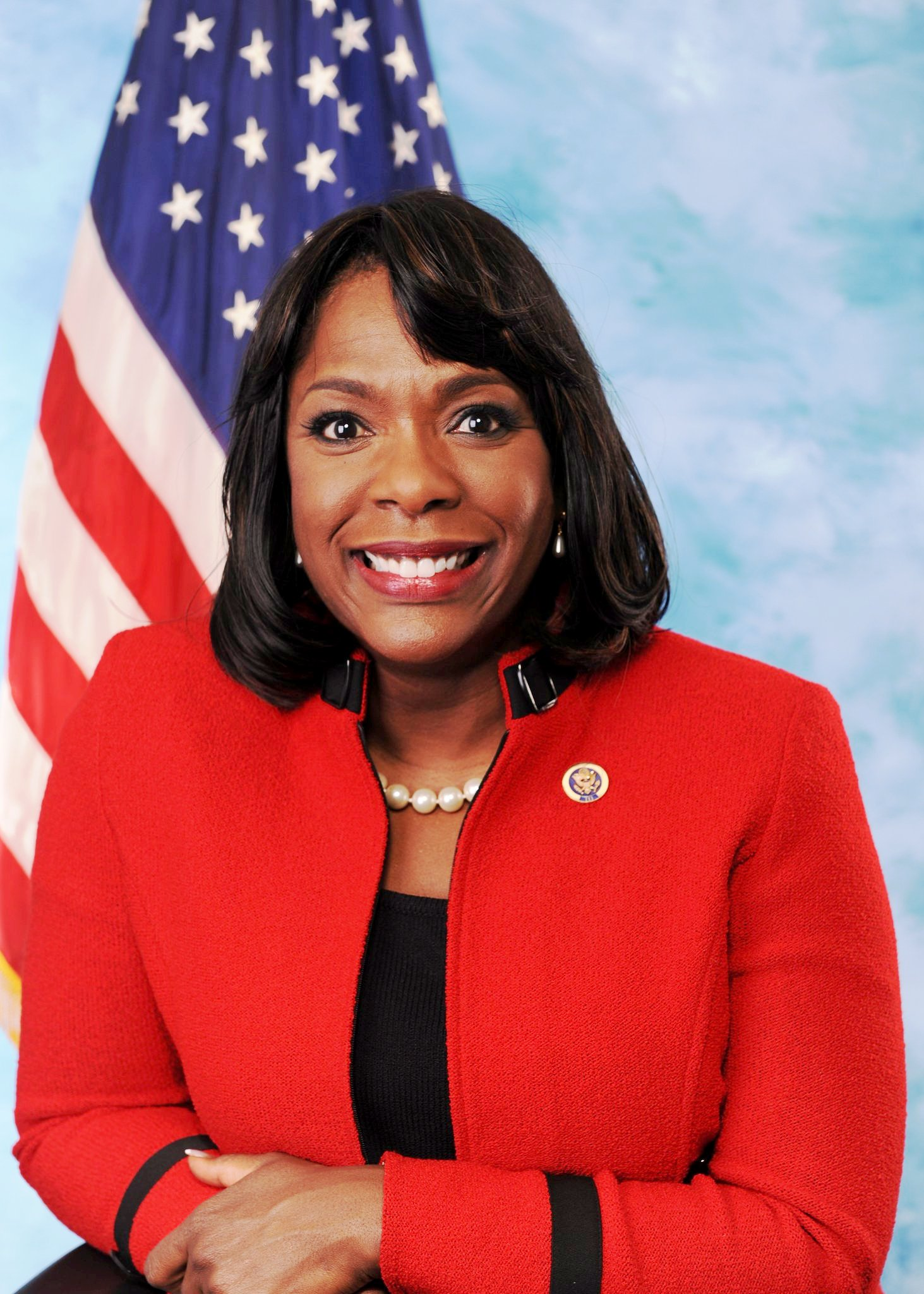
Terri Sewell

- Terrie Snell, attrice statunitense

### Variante femminile Terri

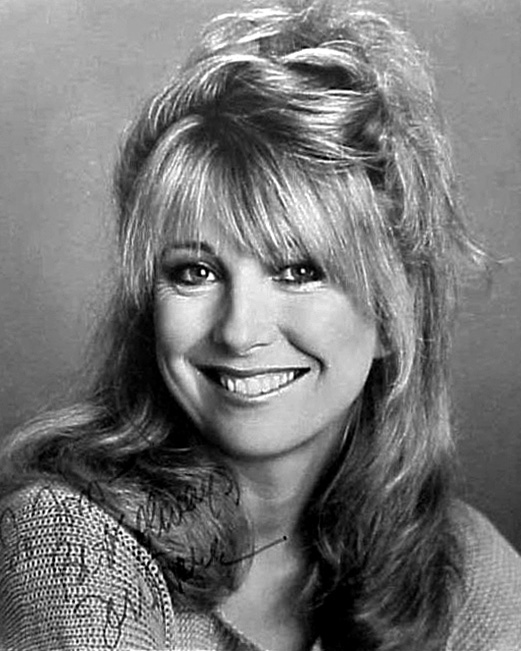
Teri Garr

- Terri Minsky, produttrice televisiva statunitense
- Terri Poch, wrestler statunitense
- Terri Runnels, wrestler statunitense
- Terri Schiavo, donna statunitense al centro di un caso di eutanaasia
- Terri Sewell, politica e avvocato statunitense
- Terri Smith, triatleta canadese
- Terri Tatchell, sceneggiatrice canadese
- Terri Utley, modella statunitense

### Variante femminile Teri
- Teri Garr, attrice statunitense
- Teri Hatcher, attrice statunitense
- Teri Ann Linn, attrice statunitense
- Teri McMinn, attrice statunitense
- Teri Polo, attrice statunitense

## Il nome nelle arti
- Terrie è un personaggio dei Pokémon.
- Teri Bauer è un personaggio della serie televisiva 24.
- Terry Berg è un personaggio dei fumetti DC Comics.
- Terry Kenyon è un personaggio della serie manga e anime Ultimate Muscle.
- Terry Kimple è un personaggio della serie animata The Cleveland Show.
- Terry Malloy è un personaggio del film del 1954 Fronte del porto, diretto da Elia Kazan.
- Terry McGinnis è un personaggio della serie animata Batman of the Future.
- Terry Sloane è un personaggio dei fumetti DC Comics
- Terry Bogard è un personaggio della serie videoludica Fatal Fury.
- Terri Timely è lo pseudonimo adottato dai registi statunitensi Ian Kibbey e Corey Creasey.
- Terry Silver è un personaggio della serie televisiva Cobra Kai interpretato da Thomas Ian Griffith.
- Terry è un personaggio della serie animata Solar Opposites.